# Annelies Verlinden
Pour les articles homonymes, voir Verlinden.
Annelies Verlinden, née le 5 septembre 1978 à Merksem, est une avocate et une femme politique belge, membre du CD&V. Du 1er octobre 2020 au 3 février 2025, elle est ministre de l'Intérieur au sein du gouvernement De Croo, puis elle est ministre de la Justice à partir du 3 février 2025, dans le gouvernement De Wever.

## Biographie
Annelies Jan Louisa Verlinden obtient une candidature en droit aux facultés universitaires Saint-Ignace d'Anvers en 1998. Elle étudie ensuite à la KU Leuven, puis à l'UCL, où elle obtient son Master of Laws en 2001 et suit une année de spécialisation en droit européen. Elle suit un programme de leadership à l'Université Harvard en 2013.
Elle s'inscrit en tant qu'avocate à l'ordre néerlandophone du Barreau de Bruxelles et à la Chambre de commerce d'Anvers. En 2002, elle est engagée comme avocate chez DLA Piper, un cabinet d'avocats d'origine américano-britannique, où elle est également devenue chef du département belge. Lorsque le dossier Arco a été porté devant le Conseil d'État et la Cour européenne de justice, elle agit en tant que défenderesse de l'État belge.
Annelies Verlinden est chef de groupe chez VKSJ Schoten et, entre 2005 et 2009, elle est vice-présidente des jeunes CD&V. Entre 2003 et 2012, elle est également conseillère communale à Schoten. En 2004, elle participe aux élections régionales, où elle est à la neuvième place sur la liste du cartel CD&V/N-VA pour la Région flamande. Elle n'est pas élue.
Le 1er octobre 2020, elle est nommée ministre de l'Intérieur du gouvernement De Croo, sans avoir jamais été élue dans un parlement, portefeuille qu'elle occupe jusqu'au 3 février 2025. À cette même date, elle rempile au gouvernement fédéral belge comme ministre de la Justice chargée de la Mer du Nord du gouvernement De Wever.

## Distinction
- Commandeur de l'ordre de Léopold en 2024[4].